# Dynastie Šun
Dynastie Šun (ZZ: 顺朝, TZ: 順朝, pinyin: Shùn cháo, český přepis: Šun čchao) byla krátkodobě vládnoucí čínská císařská dynastie vytvořená v období mezi vládou dynastie Ming a vládou dynastie Čching.
Jediným císařem této dynastie byl povstalec Li C'-čcheng, jehož vláda trvala jen krátce od dubna do května roku 1644.